# Adams County, Washington
Adams County är ett administrativt område i delstaten Washington, USA. År 2010 hade countyt  18 728 invånare. Den administrativa huvudorten (county seat) är Ritzville.

## Geografi
Enligt United States Census Bureau har countyt en total area på 4 998 km². 4 986 km² av den arean är land och 12 km² är vatten.

### Angränsande countyn
- Lincoln County, Washington nord
- Whitman County, Washington öst
- Franklin County, Washington syd
- Grant County, Washington väst